# Rolf Grönblad
Rolf Leo Grönblad, född 24 september 1895 i Vasa, död 20 april 1962 i Karis, var en finländsk tandläkare och algforskare.
Grönblad blev odontologie licentiat 1922. Från 1929 var han praktiserande tandläkare i Karis. Han gjorde botaniska forskningsresor till norra Skandinavien, Gotland, Öland och Italien.
Grönblad publicerade ett 40-tal skrifter om sötvattensalger.